# Toby Dawson
Toby Dawson (nacido Kim Bong-Seok, en coreano: 김봉석; Busan, Corea del Sur, 30 de noviembre de 1978) es un deportista estadounidense, de origen surcoreano, que compitió en esquí acrobático, especialista en las pruebas de baches.
Participó en los Juegos Olímpicos de Turín 2006, obteniendo una medalla de bronce en la prueba de baches.
Ganó tres medallas en el Campeonato Mundial de Esquí Acrobático, en los años 2003 y 2005.

## Medallero internacional
| Juegos Olímpicos   | Juegos Olímpicos             | Juegos Olímpicos  | Juegos Olímpicos   |
| Año                | Lugar                        | Medalla           | Competición        |
| ------------------ | ---------------------------- | ----------------- | ------------------ |
| 2006               | Turín (Italia)               | Medalla de bronce | Baches             |
| Campeonato Mundial |                              |                   |                    |
| Año                | Lugar                        | Medalla           | Competición        |
| 2003               | Deer Valley (Estados Unidos) | Medalla de bronce | Baches             |
| 2003               | Deer Valley (Estados Unidos) | Medalla de bronce | Baches en paralelo |
| 2005               | Ruka (Finlandia)             | Medalla de oro    | Baches en paralelo |